# Ligne Shigaraki
La ligne Shigaraki (信楽線, Shigaraki-sen) est l'unique ligne ferroviaire de la compagnie Shigaraki Kohgen Railway située à Kōka, dans la préfecture de Shiga au Japon. Elle relie la gare de Kibukawa à celle de Shigaraki.

## Histoire
La ligne est ouverte par la Société gouvernementale des chemins de fer japonais le 8 mai 1933. Elle est transférée à la Shigaraki Kohgen Railway le 13 juillet 1987.
Le 14 mai 1991, une collision frontale entre deux trains près de la gare de Shigarakigūshi fait 42 morts.

## Caractéristiques

### Ligne

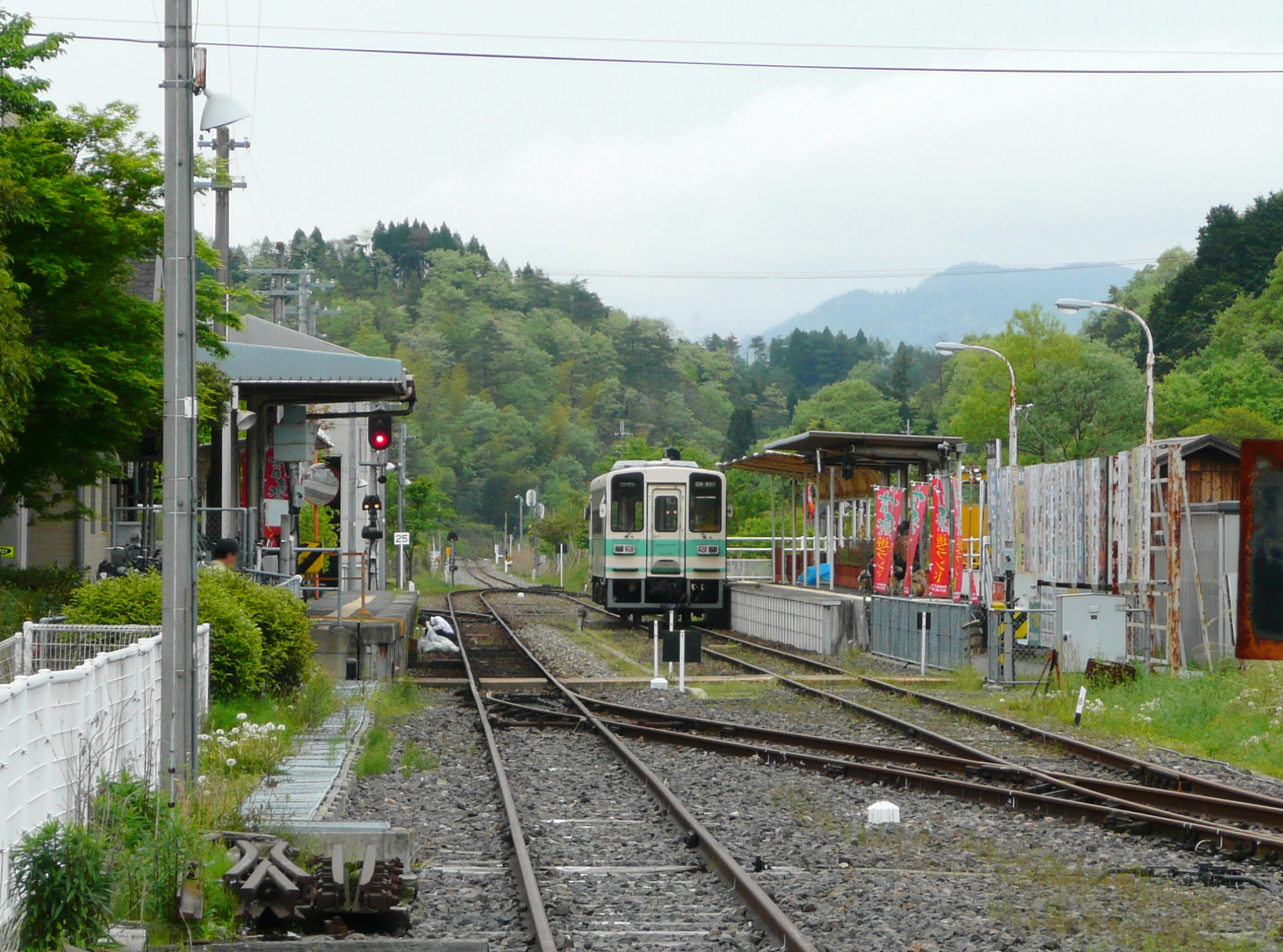
La ligne à Shigaraki.

- Longueur : 14,7 km
- Ecartement : 1 067 mm
- Nombre de voies : Voie unique

### Services
Tous les trains sont omnibus. Depuis l'accident de Shigaraki, l'unique évitement de la ligne a été neutralisé et il ne peut y avoir qu'un seul train en circulation sur la ligne.

### Liste des gares
| Gare           | Nom japonais | Distance (km) | Correspondances                               | Localisation |
| -------------- | ------------ | ------------- | --------------------------------------------- | ------------ |
| Kibukawa       | 貴生川       | 0             | JR West : Kusatsu Ohmi Railway : Ohmi Railway | Kōka         |
| Shigarakigūshi | 紫香楽宮跡   | 9,6           |                                               | Kōka         |
| Kumoi          | 雲井         | 10,2          |                                               | Kōka         |
| Chokushi       | 勅旨         | 12,4          |                                               | Kōka         |
| Gyokukeijimae  | 玉桂寺前     | 13,4          |                                               | Kōka         |
| Shigaraki      | 信楽         | 14,7          |                                               | Kōka         |